# جامعة الطائف
جامعه الطائف جامعة حكومية سعودية تقع شمال الطائف بمنطقة الحوية على طريق المطار. أنشئت كليةً تابعة لجامعة الملك عبد العزيز عام 1400هـ، ثم تحولت الكلية إلى فرع من فروع جامعة أم القرى عام 1402هـ، وصدر الأمر بتحويلها إلى جامعة مستقلة باسم جامعة الطائف عام 1424هـ.

## إنشاء الجامعة
في 27 جمادى الأول 1400 هـ صدر أمر ملكي بإنشاء كلية التربية بالطائف تكون تابعة لجامعة الملك عبد العزيز، وقد ضمت الكلية إلى جامعة أم القرى بموجب أمر ملكي رقم /24187 وتاريخ 27/10/1402 هـ حيث بدأت الدراسة بالكلية في الفصل الأول 1401/1402 هـ وكان عدد الطلاب الملتحقين بها خمسة وثمانين طالباً وعدد الطالبات مائة وثمانين طالبة تتوزعهم الأقسام التالية:
1. قسم الدراسات الإسلامية
2. قسم اللغة العربية
3. قسم الرياضيات
4. قسم الأحياء
5. قسم اللغات الأجنبية
6. قسم العلوم التربوية (قسم مساعد)

وفي عام 1419هـ صدر الأمر السامي بإنشاء كلية العلوم بالطائف، فانتظمت الدراسة بها في الأقسام التالية:
- الرياضيات
- الأحياء
- الفيزياء
- الحاسب الآلي

وفي نفس العام صدرت التوجيهات ملكيه بمنح قصر الملك الراحل سعود لفرع الجامعة، وهو يقع بمنطقة الحوية، ومساحته الإجمالية (380.000) م2 ويتكون من جزأين: قصر الحكم ومقر العائلة، يفصل بينهما ممر طوله 200م إضافة إلى عدد كبير من الملاحق والفلل الصغيرة. وقد تمت أعمال الترميم للجزء المسمى بقصر الحكم وانتقلت إليه الكليتين بأقسامهما إضافة إلى إدارة الفرع في عام 1423هـ. وفي 18/5/1423هـ كان فرع الجامعة على موعد كبير حين زارها ولي العهد – آنذاك – الأمير عبد الله بن عبد العزيز آل سعود لوضع حجر الأساس للمدينة الجامعية لفرع الجامعة بالطائف وفي 10/5/1424هـ وتحويل فرع جامعة أم القرى بالطائف إلى جامعة مستقلة تحت مسمى جامعة الطائف.

### الكليات الجديدة
وبدأت في حينه اللجان الأكاديمية والإدارية بفصل الفرع عن أصله، وصدرت للجامعة ميزانية مستقلة خلال العام 1424 هـ باسم «الجامعة بالطائف» وكلف مدير جامعة أم القرى بالعمل مديراً لها بالنيابة، ومنذ صدور الأمر الملكي بإنشاء الجامعة شرعت اللجان المختصة بوضع هيكلة الجامعة واستحداث كليات جديدة هي:
- كلية الطب والعلوم الطبية وتضم التخصصات التالية:
- الأشعة
- الأدوية
- الأطفال
- الباطنة
- الباثولوجي
- التشريح
- الجراحة
- الروماتيزم
- الطب الشرعي
- المسالك البولية
- طب وجراحة الأطفال
- الأحياء الطبية

- كلية العلوم الإدارية والمالية وتضم أقسام:
- إدارة الأعمال، التسويق
- نظم المعلومات الإدارية
- الاستثمار والتمويل
- اقتصاديات وإدارة المشروعات
- المحاسبة

- كلية الحاسبات ونظم المعلومات وتضم أقسام:
- علوم الحاسب
- نظم المعلومات
- هندسة الحاسب.

- كلية الهندسة وتضم أقسام:
- هندسة مدنية
- هندسة كهربائية
- هندسة ميكانيكية
- هندسة معمارية
- هندسة صناعية

- كلية الصيدلة
- كلية خدمة المجتمع والتعليم المستمر
كما تم تحويل الوكالات المساندة إلى عمادات مستقلة هي:
- عمادة القبول والتسجيـل
- عمادة شـؤون الطــلاب

- عمادة شـؤون المكتبـات
- عمادة الدراسـات العلـيا - كلية الآداب تضم أقسام:

- اللغة الإنجليزية
- اللغة العربية
- الشريعة والدراسات الإسلامية
- القراءات

- كلية التربية تضم أقسام: وفي عام 1428هـ صدر امر ملكي رقم (1093) بتاريخ 21/11/1428هـ بإنشاء ثلاث كليات جديدة هي:
- كلية العلوم الطبية التطبيقية بتربة وتضم أقسام:
- الأحياء الدقيقة
- التقنية الحيوية
- السجلات الطبية
- الصحة البيطرية

- كلية المجتمع بالخرمة وتضم أقسام:
- علوم الحاسب الآلي
- اللغة الإنجليزية
- السجلات الطبية
- إدارة التسويق

- كلية العلوم والآداب برنية وتضم أقسام:
- الرياضيات
- اللغة الإنجليزية
- إدارة الأعمال
- المحاسبة.

## الكليات المدمجة
وبعد إلحاق كلية المعلمين وكليات البنات بالجامعة قامت الجامعة بإعادة هيكلتها ودمج الأقسام التربوية مع الأقسام المناظرة لها في كلية التربية، والأقسام الأدبية مع الأقسام المناظرة لها في كلية الآداب، والأقسام العلمية مع الأقسام المناظرة لها في كلية العلوم. وقد وصدرت الموافقة رقم 10209/م ب بتاريخ 30/12/1429هـ بالموافقة على مقترح الجامعة بإنشاء خمس كليات جديدة هي:

- كلية الشريعة والأنظمة وتضم أقسام:

- الشريعة
- الأنظمة
- القراءات
- الثقافة الإسلامية (قسم مساعد)- كلية التصاميم والاقتصاد المنزلي وتضم أقسام:

- الملابس والنسيج
- الفنون
- التغذية وعلوم الأطعمة
- الرسم الاليكتروني
- إدارة السكن والمؤسسات الأسرية
- التصميم الداخلي- كلية التربية والآداب بتربة وتضم أقسام:

- اللغة الإنجليزية
- القراءات
- الشريعة والدراسات الإسلامية
- اللغة العربية
- الاقتصاد المنزلي
- رياض الأطفال.
- التربية وعلم النفس (قسم مساعد)

- كلية التربية والعلوم بالخرمة وتضم أقسام:
- اللغة العربية
- الشريعة والدراسات الإسلامية
- الاقتصاد المنزلي
- رياض الأطفال
- الرياضيات
- التقنية الحيوية
- الكيمياء
- الفيزياء
- الحاسب الآلي
- قسم التربية وعلم النفس (قسم مساعد)

- كلية المجتمع برنية وتضم أقسام:
- علوم الحاسب الآلي
- إدارة الأعمال والسكرتارية

## مرافق الجامعة
قامت إدارة الجامعة باستكمال الترميمات بالقصر مع المحافظة على طابعه المعماري؛ وتمت الاستفادة من الفراغات والمساحات الخالية بالقصر فأقيم عليها 30 منشأة إدارية وأكاديمية تضمنت 130 مدرجاً دراسياً، و 90 معملاً، بالإضافة إلى عدد من الوحدات التخصصية والمراكز البحثية منها على سبيل المثال:
وحدة المجهر الالكتـروني
مركـز البحوث
الصالة الرياضيـة
قاعتين للاحتفالات
مـركز الوسائل وتقنيات التعليـم
مركـز الحاسـب الآلـي.

## المنحة
كما حصلت الجامعة على منحة من الأمير الراحل سلطان بن عبد العزيز آل سعود، وهي مجمع الأمير سلطان بن عبد العزيز للتعليم الطبي، ويقع بجوار مدينة الملك فهد الرياضية بالحوية، والذي أصبح مقراً لكلية الطب والعلوم الطبية بجامعة الطائـف ويحتـوي علـى عدد من القاعات التدريسية ومركزا للبحوث الطبية والمعامل والمشرحة والمكتبة وغيرهـا من المنشـآت التي تخدم العملية التعليمية.

## إعادة الهيكلة
- وبعد إلحاق الكليات الصحية بالجامعات قامت الجامعة بإعادة هيكلة الكلية الصحية للبنين -والكلية الصحية للبنات بالطائف لتصبح بعد إعادة الهيكلة كلية العلوم الطبية التطبيقية، وكلية طب الأسنان، ولقد تنامت كليات الجامعة فوصلت في الوقت الحاضر إلى تسع عشرة كلية. وقد واكب ذلك زيادة في الاعتمادات المالية والطلاب وأعضاء هيئة التدريس على النحو التالي:
- الاعتمادات المالية:

1. في عام 1425هـ 121.870.000 مليون ريال.
2. في عام 1426هـ 303.084.000 مليون ريال.
3. في عام 1427هـ 336.547.000 مليون ريال.
4. في عام 1428/1429هـ 774964 مليون ريال.
5. في عام 1429/1430 هـ 935536 مليون ريال.

- أعداد الطلاب:

1. في عام 1425هـ 8688 طالبا.
2. في عام 1426هـ 12942 طالبا.
3. في عام 1427هـ 23720 طالبا.
4. في عام 1428/1429هـ 31216 طالبا
5. في عام 1430هـ 37433 طالباً.

- أعضاء هيئة التدريس :

1. 93 عضو هيئة تدريس عام 1425هـ
2. 221 عضو هيئة تدريس عام 1426/1427هـ
3. 551 عضو هيئة تدريس عام 1427/1428هـ
4. 1024 عضو هيئة تدريس عام 1429هـ
5. 1463 عضو هيئة تدريس عام 1430 هـ

- وقد تم تخصيص أرض بمساحة 17000.000م2 في سيسيد لتكون مقراً للمدينة الجامعية المستقبلية، وقد اُستكملت مخططاتها، وبدأت المرحلة الأولى بتكلفة وصلت إلى 480.000.000 ريال.

## العمادات
- عمادة الدراسات العليا.
- عمادة البحث العلمي.
- عمادة التعلم الإلكتروني و التعليم عن بُعد.
- عمادة تقنية المعلومات	.
- عمادة القبول والتسجيل.
- عمادة شؤون الطلاب.
- عمادة التطوير الجامعي.
- عمادة شؤون المكتبات.
- عمادة الدراسات الجامعية.
- عمادة السنة التحضيرية.

## إدارات الجامعة
- الادارة العامة للشؤون الادارية والمالية.
- إدارة الاتصالات الإدارية.
- الإدارة العامة للتطوير الإداري.
- إدارة المشتريات والمناقصات والعقود.
- الإدارة المالية.
- إدارة المتابعة والتنظيم الإداري.
- إدارة العلاقات العامة.
- الإدارة الطبية.
- إدارة شؤون هيئة التدريس والموظفين.
- الإدارة الهندسية.
- الإدارة القانونية.
- إدارة المستودعات.
- إدارة المخزون.
- إدارة الاسكان الجامعي.
- إدارة البعثات.
- إدارة الأمن والسلامة.

## الكليات
- كلية الشريعة والأنظمة ( شريعة _ قانون )
- كلية الطب ( الطب العام )
- كلية الصيدلة ( صيدلة )
- كلية العلوم الطبية التطبيقية ( التمريض العام _ العلاج الطبيعي _ علوم المختبرات _ العلوم الاشعاعية )
- كلية العلوم ( الأحياء (البيولوجيا)_ التقنية حيوية  _ الكيمياء _ الفيزياء _ الرياضيات )
- كلية طب الأسنان (قسم طب الأسنان العام)
- كلية الحاسبات وتقنية المعلومات ( علوم الحاسب _ تقنية المعلومات _ هندسة الحاسب )
- كلية الهندسة ( هندسة ميكانيكية _ هندسة مدنية _ هندسة كهربائية _ هندسة صناعية _ هندسة معمارية)
- كلية التربية ( التربية الخاصة _ التربية البدنية _ رياض اطفال / طالبات )

- كلية العلوم الإدارية والمالية ( إدارة اعمال _ المحاسبة )_ الاستثمار والتمويل _ اقتصاديات وادارة مشروعات _ نظم معلومات ادارية _ تسويق )
- كلية الآداب ( اللغة العربية _ انجليزي _ تاريخ_إعلام و علوم اتصال وعلم النفس)
- كلية خدمة المجتمع والتعليم المستمر .
- كلية التصاميم والفنون التطبيقية ( تصميم داخلي _ التصميم الجرافيكي _ التغذية وعلوم الاطعمة _ المسكن وادارة المنزل _ الفنون _ الملابس والنسيج )

## الفروع
- كلية التربية والاداب بتربة .
- كلية العلوم الطبية التطبيقية بتربة .
- كلية العلوم والآداب برنية .
- كلية التربية والعلوم بالخرمة .
- كلية المجتمع بالخرمة .
- كلية المجتمع برنية .

## المراكز
- مركز الوسائل التعليمية .
- مركز اللغة الإنجليزية	.
- مركز طب وابحاث المناطق المرتفعة .

## رؤساء جامعة الطائف
| الرئيس                         | تاريخ التعيين                 | مصدر  |
| ------------------------------ | ----------------------------- | ----- |
| يوسف بن عبده عسيري             | 16 أكتوبر 2023م - حتى الآن    | [ 2 ] |
| خالد بن عبد الله السواط (مُكلف) | 31 مايو 2023 - 16أكتوبر 2023م | [ 3 ] |
| يوسف بن عبده عسيري             | 3 يوليو 2020 - 31 مايو 2023   | [ 4 ] |
| حسام بن عبد الوهاب زمان        | يونيو 2016                    | [ 5 ] |

## إنجازات وأرقام
- 2020: حصلت جامعة الطائف على المركز الـ 6 محليًّا وفق التصنيف U.S.News لأفضل 1500 جامعة على مستوى العالم.[6]
- تمكّنت طالبات قسم هندسة الحاسب بجامعة الطائف بواسطة مشروعهم (Saudi Swift Sat) من تحقيق إنجاز سعودي عالمي بدخوله ضمن قائمة أفضل 100 مشروع بالعالم، بعد المشاركة في مسابقة Google العالمية للحلول لعام 2024.[7]
- 2025: دخلت جامعة الطائف للمرة الأولى في تصنيف QS العالمي للجامعات لعام (2026) ضمن الفئة "901- 950".[8]

## مشاركات
- من الجامعات المشاركة في البطولة الخليجية للجامعات المعروفة باسم الدورة الرياضية الثامنة لجامعات ومؤسسات التعليم العالي في دول مجلس التعاون لدول الخليج العربية نوفمبر 2017 [9]

## وصلات خارجية
- جامعة الطائف
- ملتقى طلاب وطالبات جامعة الطائف